# Kaleidoscope (album của Tiësto)
Kaleidoscope là album phòng thu thứ tư của nghệ sĩ trance Hà Lan Tiesto, phát hành vào ngày 6 tháng 10 năm 2009 trên Musical Freedom, Nhãn mới của Tiësto gắn với PIAS Recordings. Album bao gồm hợp tác với Nelly Furtado, Emily Haines của Metric, Tegan and Sara, Jónsi của Sigur Rós, Kele Okereke của Bloc Party, và Calvin Harris số những người khác.
Album cũng có bài hát "I Will Be Here" với diễn viên khiêu vũ Úc Sneaky Sound System, mà đã được phát hành như là đĩa đơn đầu tiên vào ngày 28 tháng 7 năm 2009. Album này đánh dấu sự thay đổi trong phong cách của Tiesto từ trance hướng hơn nhà ở thương mại, dance và pop. Các album vào bảng xếp hạng album Hà Lan ở vị trí thứ 2. Nó cũng đứng vị trí số 20 trên bảng xếp hạng album Anh và ở vị trí thứ 5 trên bảng xếp hạng album Irish và Mexico.

## Danh sách bài hát
| STT | Nhan đề                                                | Sáng tác                                                  | Nhà sản xuất                                                | Thời lượng |
| --- | ------------------------------------------------------ | --------------------------------------------------------- | ----------------------------------------------------------- | ---------- |
| 1.  | "Kaleidoscope" (featuring Jónsi)                       | Tijs Verwest D.J. Waakop Reijers-Fraaij Jón Þór Birgisson | Verwest Reijers-Fraaij                                      | 7:36       |
| 2.  | "Escape Me" (featuring C.C. Sheffield)                 | Verwest Reijers-Fraaij C.C. Sheffield Nico Chiotellis     | Verwest Reijers-Fraaij                                      | 4:17       |
| 3.  | "You Are My Diamond" (featuring Kianna Alarid)         | Verwest Reijers-Fraaij Kianna Alarid                      | Verwest Reijers-Fraaij                                      | 4:10       |
| 4.  | "I Will Be Here" (featuring Sneaky Sound System)       | Verwest Reijers-Fraaij Angus McDonald Connie Mitchell     | Verwest Reijers-Fraaij Danja *                              | 3:26       |
| 5.  | "I Am Strong" (featuring Priscilla Ahn)                | Verwest Reijers-Fraaij Priscilla Ahn                      | Verwest Reijers-Fraaij                                      | 5:39       |
| 6.  | "Here on Earth" (featuring Cary Brothers)              | Verwest Reijers-Fraaij Cary Brothers                      | Verwest Reijers-Fraaij                                      | 4:55       |
| 7.  | "Always Near"                                          | Verwest Reijers-Fraaij                                    | Verwest Reijers-Fraaij                                      | 1:33       |
| 8.  | "It's Not The Things You Say" (featuring Kele Okereke) | Verwest Reijers-Fraaij Kele Okereke                       | Verwest Reijers-Fraaij                                      | 3:14       |
| 9.  | "Fresh Fruit"                                          | Verwest Reijers-Fraaij                                    | Verwest Reijers-Fraaij                                      | 5:23       |
| 10. | "Century" (featuring Calvin Harris)                    | Verwest Reijers-Fraaij Calvin Harris                      | Verwest Reijers-Fraaij Harris Stefan Engblom* Olle Cornéer* | 4:42       |
| 11. | "Feel It in My Bones" (featuring Tegan & Sara)         | Verwest Reijers-Fraaij Tegan Quin Sara Quin               | Verwest Reijers-Fraaij Danja*                               | 4:52       |
| 12. | "Who Wants to Be Alone" (featuring Nelly Furtado)      | Verwest Reijers-Fraaij Nelly Furtado Rick Nowels          | Verwest Reijers-Fraaij Frank E *                            | 4:36       |
| 13. | "LA Ride"                                              | Verwest Reijers-Fraaij                                    | Verwest Reijers-Fraaij                                      | 4:13       |
| 14. | "Bend It Like You Don't Care"                          | Verwest Reijers-Fraaij Engblom Cornéer                    | Verwest Reijers-Fraaij Engblom Cornéer                      | 3:23       |
| 15. | "Knock You Out" (featuring Emily Haines)               | Verwest Reijers-Fraaij Engblom Cornéer Emily Haines       | Verwest Reijers-Fraaij Engblom Cornéer                      | 5:06       |
| 16. | "Louder Than Boom"                                     | Verwest Reijers-Fraaij Engblom Cornéer                    | Verwest Reijers-Fraaij Engblom Cornéer                      | 4:10       |
| 17. | "Surrounded By Light"                                  | Verwest Reijers-Fraaij                                    | Verwest Reijers-Fraaij                                      | 2:39       |

| iTunes Tracks Bonus | iTunes Tracks Bonus                      | iTunes Tracks Bonus |
| STT                 | Nhan đề                                  | Thời lượng          |
| ------------------- | ---------------------------------------- | ------------------- |
| 18.                 | "Organised Chaos"                        | 5:12                |
| 19.                 | "Bad Behavior" (featuring Dizzee Rascal) | 4:29                |

(*) sản xuất bổ sung

## Trong văn hóa
- Tiësto bài hát "Louder Than Boom" và "Knock You Out", được đặc trưng trong Tap Tap Revenge 3 cho iPhone/iPod Touch.
- "Escape Me" và "Feel It in My Bones" đã được sử dụng trong một tập của The Vampire Diaries.

Mỹ bán hàng hiện tại đứng ở 84.000 như của tháng 5 năm 2014

## Bảng Xếp Hạng
| BXH (2009)           | Vị trí đỉnh |
| -------------------- | ----------- |
| Úc                   | 31          |
| Bỉ (Flanders)        | 13          |
| Bỉ (Wallonia)        | 9           |
| Canada               | 6           |
| Đan Mạch             | 27          |
| Hà Lan               | 2           |
| Đức                  | 61          |
| Hy Lạp               | 11          |
| Ireland              | 5           |
| Mexico               | 5           |
| Ba Lan               | 17          |
| Tây Ban Nha          | 87          |
| Thụy Sĩ              | 73          |
| Anh Quốc             | 20          |
| Hoa Kỳ Billboard 200 | 59          |